# غيلدر الأنتيل الهولندية
غيلدر الأنتيل الهولندية (الهولندية: gulden؛ البابيامنتو: florin) كانت عملة جزر الأنتيل الهولندية، ثم كوراساو وسانت مارتن لاحقًا، والتي شكلت حتى عام 2010 جزر الأنتيل الهولندية إلى جانب بونير، سابا، وسانت أوستاتيوس. قُسمت إلى 100 سنت (الجمع الهولندي: سنتن). استُبدل الجيلدر في 1 يناير 2011 بالدولار الأمريكي في جزر بونير، سابا وسانت أوستاتيوس.
في كوراساو وسانت مارتن، أُقترحت عملة جديدة، وهي الجيلدر الكاريبي، في نوفمبر 2020. كان من المقرر في الأصل تنفيذها في النصف الأول من عام 2021، توقفت مرارًا وتكرارًا بسبب المفاوضات حول إنشاء بنك مركزي منفصل لكوراساو. اطلق الجيلدر الجديد في النهاية في 31 مارس 2025. ظلت جيلدر جزر الأنتيل الهولندية قانونية حتى 30 يونيو 2025، ثم سُحبت العملة رسميًا.

## تسمية
في البابيامنتو، اللغة المحلية في أروبا، بونير وكوراساو، كان يُطلق على الجيلدر اسم "فلورين". كان الحرفان الأولان من رمز العملة ISO 4217 ،ANG، رمز ISO 3166-1 ألفا-2 المخصص لجزر الأنتيل الهولندية ، والحرف الثالث، G، مشتق من Gulden . أما NAFl، الذي يُستخدم أحيانًا كاختصار للعملة، اشتُق من Netherlands A ntilles Florin.

## تاريخ
في القرن 18، تداول الجيلدر الهولندي في جزر الأنتيل الهولندية. وفي عام 1794، أُضيفت إليه عملات معدنية خاصة بالممتلكات الهولندية في جزر الهند الغربية. في ذلك الوقت، كان الجيلدر مقسمًا إلى 20 ستيويفر.
بين عامي 1799 و1828، كان الريال متداولًا في الجزر، حيث الريال الواحد = 6 ستوفر أو = 1 غيلدر. أُعيد إصدار الغيلدر الهولندي عام 1828، مُقسمًا إلى 100 سنت. عندما بدأ إصدار العملات مجددًا للاستخدام في جزر الأنتيل الهولندية، أُصدرت باسم كوراساو، وطُرحت أولى الأوراق النقدية والعملات المعدنية الهولندية عامي 1892 و1900 على التوالي. ثم طُرح اسم "جزر الأنتيل الهولندية" (Nederlandse Antillen) عام 1952.
في عام 1940، وبعد الاحتلال الألماني لهولندا، فُك ارتباطها بالعملة الهولندية، ورُبطت بالدولار الأمريكي بسعر 1.88585 غيلدر = دولار واحد. ثم عُدل هذا الارتباط إلى 1.79 غيلدر = دولار واحد في عام 1971.
في عام 1986، حصلت أروبا على وضع مستقل، وغادرت جزر الأنتيل الهولندية. بعد ذلك بوقت قصير، بدأت أروبا بإصدار عملتها الخاصة، الفلورين الأروبي، الذي حل محل جيلدر جزر الأنتيل الهولندية من حيث القيمة.
في عام 2011، بعد مرور عام على حل جزر الأنتيل الهولندية، تحولت بونير، سابا وسانت أوستاتيوس إلى الدولار الأمريكي، توقف جيلدر جزر الأنتيل الهولندية عن أن يكون العطاء القانوني في تلك الأقاليم.
تنوي كوراساو وسانت مارتن استبدال عملتهما، بإيقاف إنتاج جيلدر الأنتيل. بعد ديلي، أصبحت الأوراق النقدية والعملات المعدنية القديمة بحاجة إلى الاستبدال أيضًا، لم يتبق سوى ما يكفي من جيلدر الأنتيل للاستخدام لمدة عامين. في عام 2018، دار حديث عن إمكانية اختيار الجزر اليورو، أو ربما الدولار الأمريكي، بدلًا من إصدار عملتها الجديدة.
أكد وزير مالية كوراساو كينيث جيسبيرثا في نوفمبر 2019، إدخال الجيلدر الكاريبي، وأعلن البنك المركزي عن نفس الأمر بعد عام.
بحلول أغسطس 2021، أُفيد أنه من المتوقع إطلاق الجيلدر الجديد إما في عام 2023 أو 2024. في سبتمبر 2022، أعلنت CBCS عن تاريخ طرح في عام 2024. تأجل في يوليو 2023، طرحه إلى عام 2025 على أقصى تقدير. في الواقع، طُرح الجيلدر الجديد في 31 مارس 2025. بعد طرح الجيلدر الكاريبي، ظل الجيلدر الأنتيلي الهولندي عملة قانونية حتى 30 يونيو 2025.

## عملات معدنية

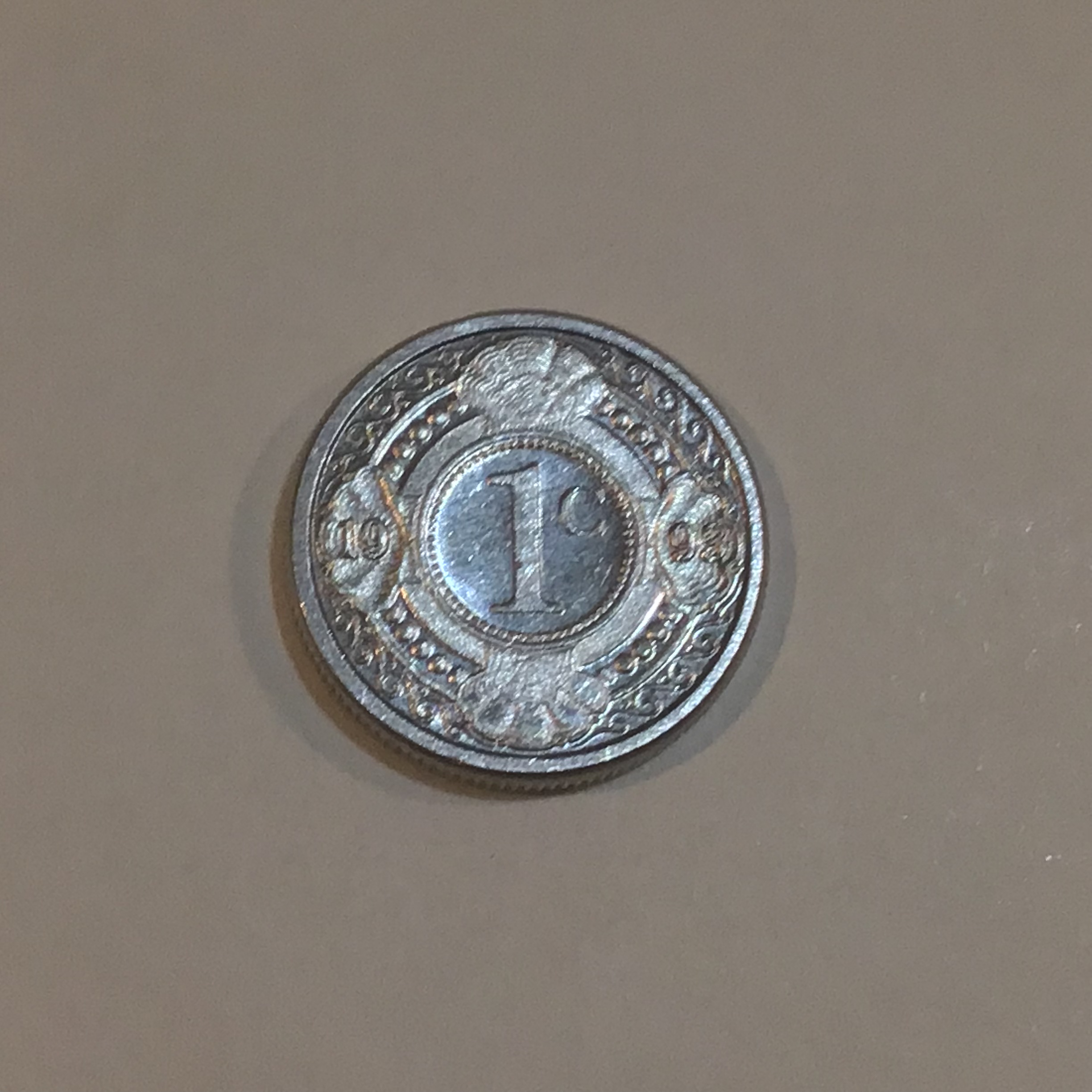
عملة معدنية بقيمة سنت واحد من عام 1998.

صدرت في عام 1794، عملات فضية للاستخدام في جزر الهند الغربية الهولندية بفئات 2 ستيفر، 1⁄4، 1 و3 غيلدر. أُعيد استخدام الغيلدر الهولندي عام 1828، وقُطعت بعض عملات الغيلدر الواحد إلى أرباع وخُتمت بحرف "C" عام 1838 لإنتاج 1⁄4-عملات جيلدر.
في عامي 1900 و1901، طرحت الفضة 1⁄10 و1⁄4 عملات غيلدر، تداولت إلى جانب العملات الهولندية. بعد الاحتلال الألماني لهولندا وانفصال عملة جزر الأنتيل الهولندية عن الهولنديين، طُرحت عملة برونزية من فئة 1 سنت عام 1942، تلتها عملة من النحاس والنيكل من فئة 5 سنتات عام 1943. برونز 21⁄2 سنت وفضة 1 و21⁄2 غيلدر عام 1944. وضعت عملات 1941-1944 في الولايات المتحدة، وحملت علامات السك "P" أو "D"، وشعار شجرة نخيل صغيرة لمعظم الفئات. صُممت هذه العملة أيضًا للاستخدام في سورينام. الأسماء الهولندية البديلة لبعض هذه العملات هي: 5 سنتات - ستويفير؛ 10 سنتات- دوبلتي؛ 25 سنتًا - كوارتجي؛ و21⁄2 جيلدر—ريجكسدالدر.
منذ عام 1952، ظهر اسم "جزر الأنتيل الهولندية" على العملات المعدنية. في عام 1970، استُبدل النيكل بالفضة، على الرغم من أن لم يُعاد طرح عملة 21⁄2 جيلدر حتى عام 1978. الألومنيوم 1 و21⁄2 قُدم 1 و21⁄2 سنت في عام 1979. في عام 1989، قُدم 1 و 5 سنتات من الألومنيوم، و10 و 25 سنتًا من الفولاذ الملتصق بالنيكل، و50 سنتًا من الفولاذ المذهب، و1 و21⁄2 غيلدر. ثم طُرحت عملات 5 غيلدر من الفولاذ الذهبي عام 1998.
| ملف:Na5guilder.png | ملف:Na5guilderobverse.png | صُنعت عملة الخمسة غيلدر من الفولاذ المذهب. البقع على الوجه ناتجة عن التآكل، وهي ليست سمة مميزة للعملة. بُنيت حواف مثمنة الأضلاع على الوجه لتمييزها عن عملة الجيلدر المماثلة. حمل الوجه صورة بياتريكس ملكة هولندا ، بينما حمل الوجه الآخر شعار النبالة لجزر الأنتيل الهولندية. |
| ملف:Na1guilder.png | ملف:Na1guilderobverse.png | صُنعت عملة الجيلدر الواحدة من الفولاذ المذهب. حمل وجهها صورة بياتريكس ملكة هولندا ، بينما حمل وجهها الخلفي شعار النبالة لجزر الأنتيل الهولندية. |
| ملف:Na50cent.png   | ملف:Na50centobverse.png   | كانت عملة الخمسين سنتًا على شكل ماسة. وكانت العملة الأنتيلية الحديثة الوحيدة بهذا الشكل، ولكن نسخة أقدم من عملة الخمسة سنتات كانت أيضًا بهذا الشكل. |

## معرض العملات المعدنية

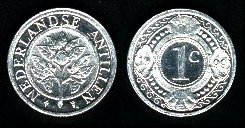
1 سنت
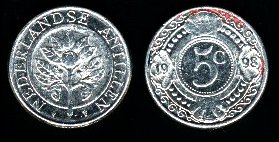
5 سنتات (ستويفر)
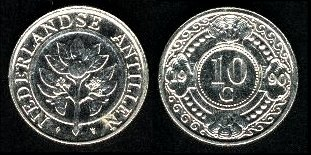
10 سنتات (دبلتجي)
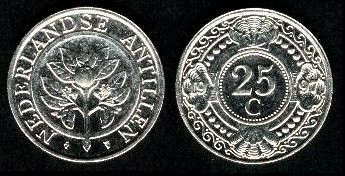
25 سنتًا (كوارتي)
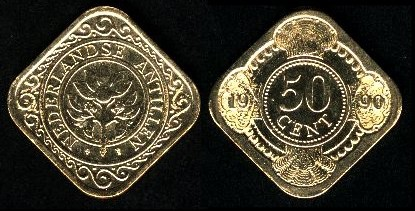
50 سنتًا
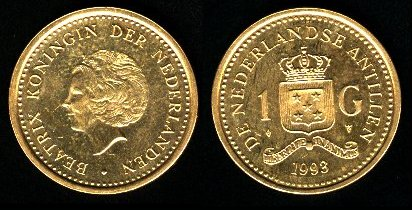
1 غولدن
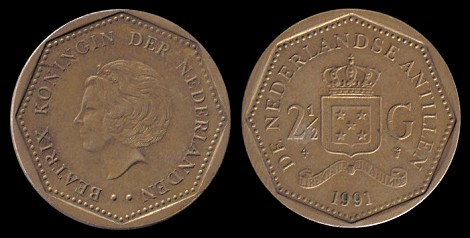
2½ غولدن (rijksdaalder)
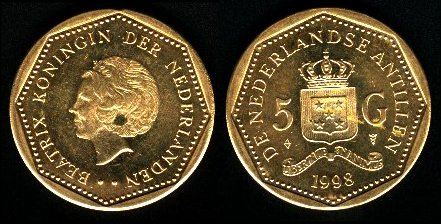
5 غولدن

## الأوراق النقدية
في عام 1892، أصدر بنك كوراساو أوراقًا نقدية من فئات 25 و50 سنتًا، و1 و2½ غيلدر. كانت هذه المرة الوحيدة التي صدرت فيها فئات بالسنت. وفي عام 1900، تبعت ذلك أوراق نقدية بفئات 5، 10، 25، 50، 100، 250، و500 غيلدر. توقف إصدار أوراق فئتي 1 و2½ غيلدر بعد عام 1920، لكن أعادت الحكومة طرحها في عام 1942 تحت مسمى "مونتبيلجت".
منذ عام 1954، ظهر اسم "Nederlandse Antillen" على ظهر أوراق النقد الصادرة عن بنك كوراساو، ومنذ عام 1955، ظهر اسم muntbiljet (غيلدر فقط) صدرت باسم جزر الأنتيل الهولندية. في عام 1962، غُير اسم البنك إلى بنك جزر الأنتيل الهولندية. بدءًا من عام 1969، بدأ طرح الأوراق النقدية المؤرخة في 28 أغسطس 1967. تميزت جميع الأوراق النقدية الأمامية لهذه الأوراق النقدية بنصب تذكاري في المقدمة اليسرى بدلاً من المرأة الجالسة الرمزية الموجودة في الإصدارات السابقة، وكان هناك شعار نبالة جديد على ظهرها. في عام 1970، صدر إصدار نهائي من muntbiljet بفئات 1 و21⁄2. لم تُصدر ورقة نقدية من فئة 500 غيلدر بعد عام 1962. ولم تُصدر ورقتا 5 و250 غيلدر بعد عام 1998. واستُبدلت عملة فئة 5 غيلدر بعملة معدنية.
| صورة                                        | ملحوظات |
| ------------------------------------------- | --- |
| ملف:Netherlands Antilles 10 gulden bill.jpg | زُيّنت ورقة العشرة جيلدر بطائر الطنان . وتضمنت ميزات الأمان رقاقة معدنية سطحية، وصورة ثلاثية الأبعاد مدمجة أسفل الطائر الطنان، ونمط مويريه برتقالي يتباين مع الورقة الخضراء.                |
| ملف:25NAFl.jpg                              | زُيّنت ورقة الـ ٢٥ جيلدر بطائر فلامنغو كاريبي . وتضمنت ميزات الأمان رقاقة معدنية سطحية، وصورة ثلاثية الأبعاد مدمجة أسفل طائر الفلامنغو، ونمط مواريه أخضر يتباين مع الورقة الوردية.          |
| ملف:50NAFl.jpg                              | ورقة الخمسين جيلدر تحمل نقش عصفور ذي ياقة حمراء على وجهها. وشملت ميزات الأمان رقاقة معدنية سطحية، وصورة ثلاثية الأبعاد مدمجة أسفل العصفور، ونقشًا أخضر متموجًا يتباين مع الورقة البرتقالية. |
| ملف:100NAFl.jpg                             | كانت ورقة المئة جيلدر تحمل نقشًا على وجهها من نوع باناناكيت . وشملت ميزات الأمان رقاقة معدنية سطحية، وصورة ثلاثية الأبعاد مدمجة أسفل النقش، ونقشًا أخضر متموجًا يتباين مع الورقة البنية.     |

## سعر الصرف ANG الحالي
| من Yahoo! Finance: | AUD CAD CHF EUR GBP HKD JPY USD EUR JPY USD |
| من XE.com:         | AUD CAD CHF EUR GBP HKD JPY USD EUR JPY USD |
| من Investing.com:  | AUD CAD CHF EUR GBP HKD JPY USD EUR JPY USD |
| منOANDA.com:       | AUD CAD CHF EUR GBP HKD JPY USD EUR JPY USD |

## ملحوظات
- Krause, Chester L.؛ Clifford Mishler (1978). الفهرس القياسي لعملات العالم: 1979 Edition. Colin R. Bruce II (senior editor) (ط. 5th). Krause Publications. ISBN:0873410203.
- Krause, Chester L.؛ Clifford Mishler (1991). الفهرس القياسي لعملات العالم: 1801–1991 (ط. 18th). Krause Publications. ISBN:0873411501.
- Pick, Albert (1994). الفهرس القياسي لعملات العالم الورقية  [لغات أخرى]‏: General Issues. Colin R. Bruce II and Neil Shafer (editors) (ط. 7th). Krause Publications. ISBN:0-87341-207-9.

## روابط خارجية
- وسائط متعلقة بـ غيلدر الأنتيل الهولندية في كومنز.
- Banknotes of the Netherlands Antilles
- All banknotes